# Villa Heimburg
Die Villa Heimburg, 1900 Villa Antonia und 1905 Villa Soliduto, liegt im Stadtteil Niederlößnitz der sächsischen Stadt Radebeul, in der Borstraße 15 (um 1900: Borstraße 13, Ortslistennummer 8C). Die mitsamt Einfriedung denkmalgeschützte Villa heißt nach der Schriftstellerin Wilhelmine Heimburg (1848–1912), die das Haus 1910 erwarb und dort lebte.

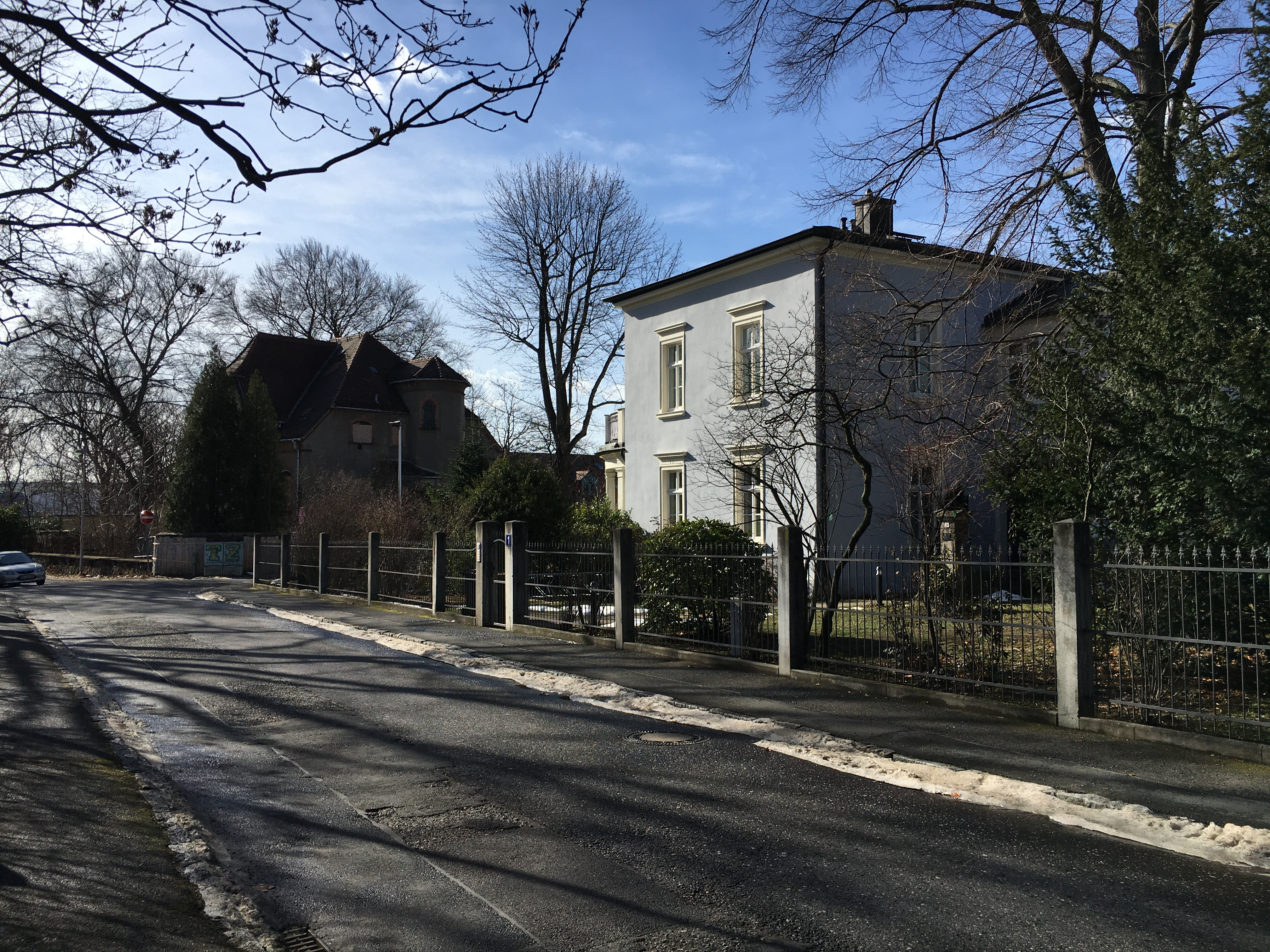
Villa Heimburg in der Borstraße / Zillerstraße, Zustand 2021. Rechts die Zillerstraße 1

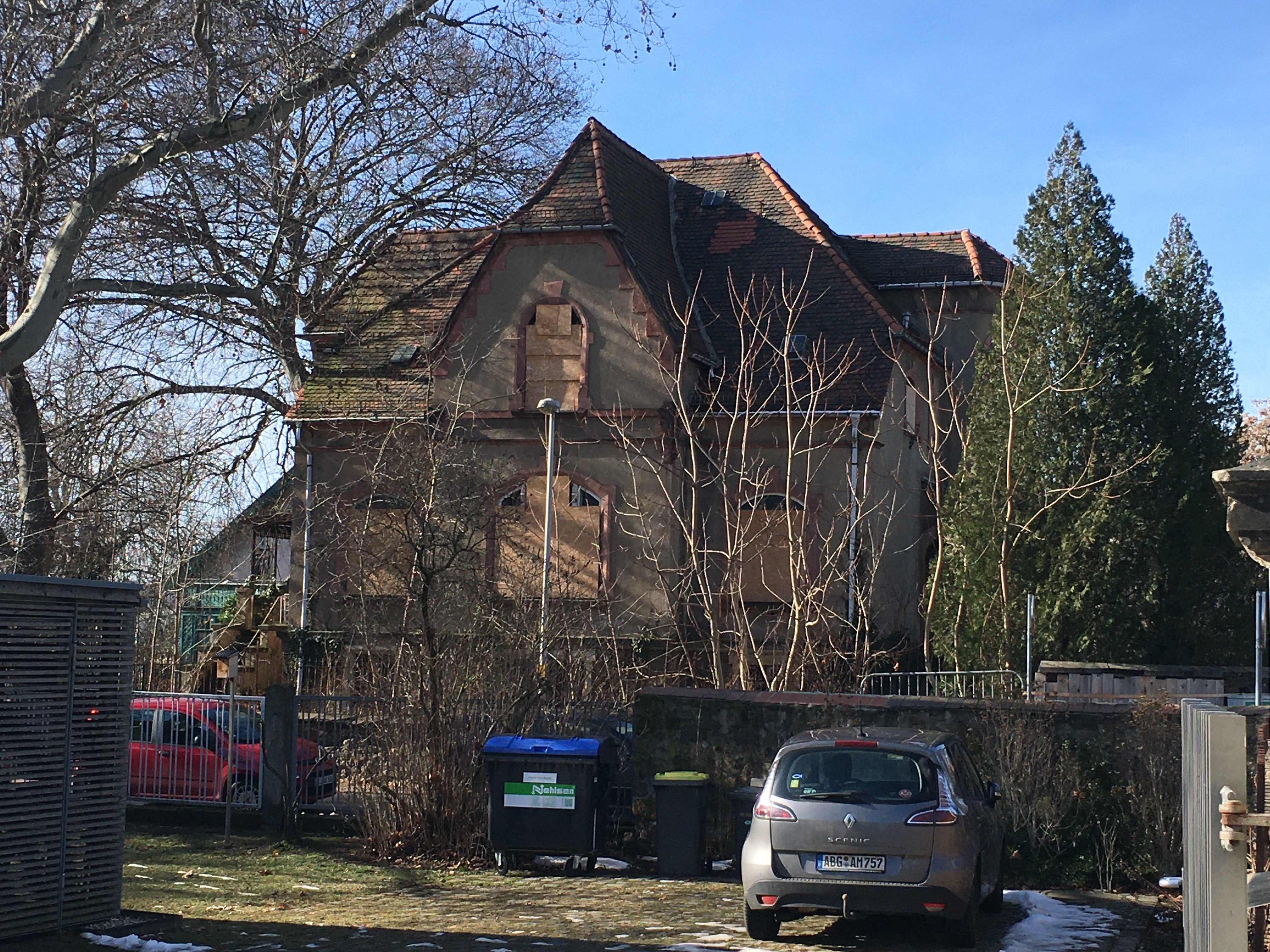
Villa Heimburg von der Kirche Christus König aus, Zustand 2021

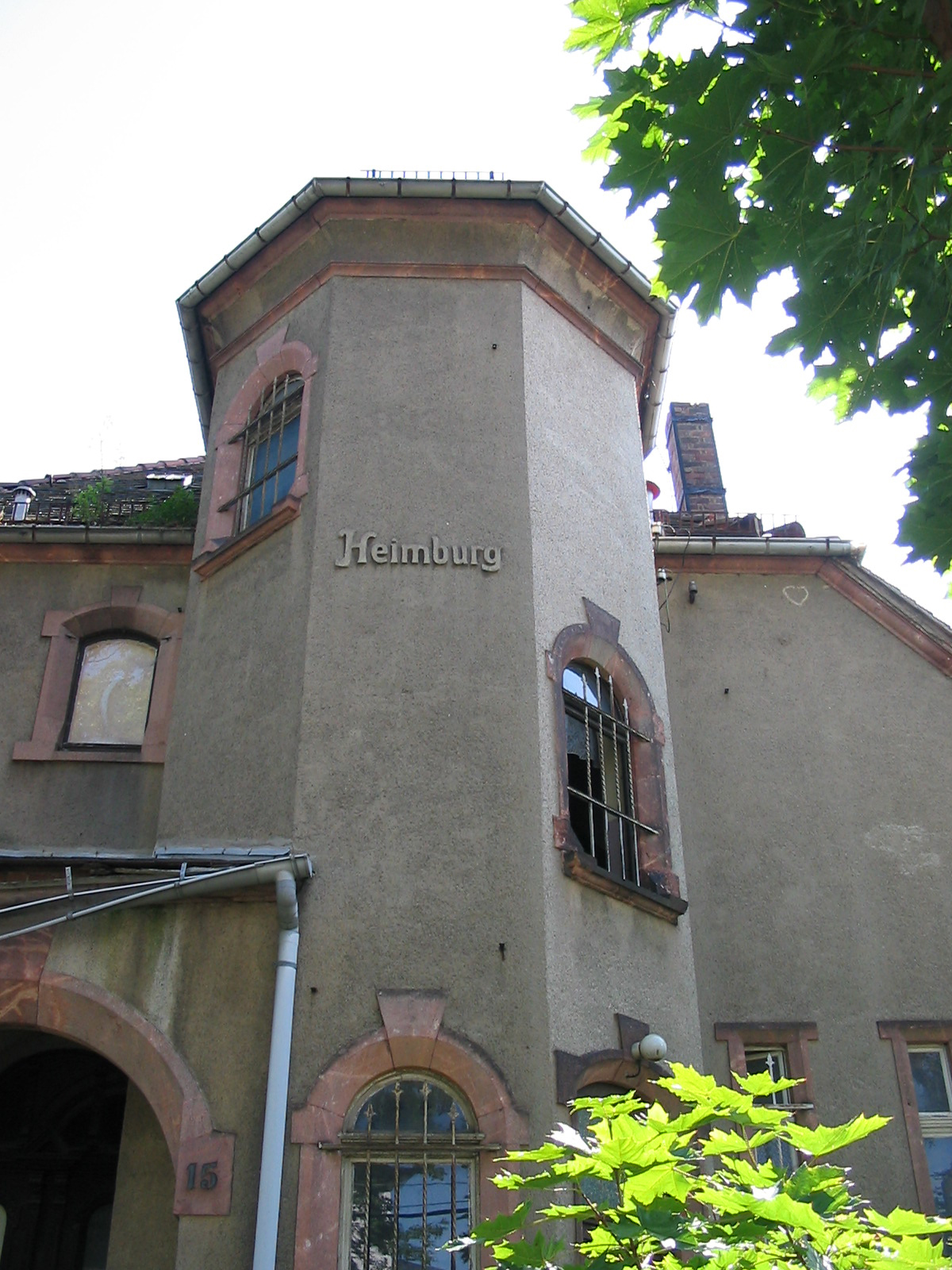
Villa Heimburg in der Borstraße, Treppenturm (2008)

## Beschreibung
1895 ließ sich C. Lauterbach aus Leipzig von dem Leipziger Architekten Heinrich Rust eine Villa in Niederlößnitz entwerfen und im gleichen Jahr durch den Baumeister Wilhelm Eisold erstellen. Auf einem Eckgrundstück zur Zillerstraße entstand ein einstöckiger „malerischer Bau“ mit Souterrain und ausgebautem Dachgeschoss, obenauf mit hohen Walm- und Krüppelwalmdächern und an der Seite mit einem polygonalen Treppenturm, auf dem sich als erhabener, jugendstiliger Schriftzug der Hausname Heimburg befindet. In der Hauptansicht sieht man einen Mittelrisalit, links Veranda und Terrasse mit Freitreppe zum Garten. Die Gliederungen des Putzbaus sind aus Rochlitzer Porphyrtuff, der sonst in Radebeul nur noch an der Lutherkirche verarbeitet wurde. Die Bruchstein-Umfriedung besteht aus dem regionalen Monzonit, der in der sächsischen Denkmalpflege auch heute noch Syenit genannt wird. 1903/1904 wurde die Veranda im Obergeschoss verglast. Das Haus ist in einem schlechten Zustand.
Behrens wohnte vorher ab 1881 mit ihrem Vater in Kötzschenbroda in der heutigen Hermann-Ilgen-Straße 21. Das Haus dort, welches heute nicht denkmalgeschützt ist, nannte sie selbst „Villa Heimburg“. Das 1910, im Todesjahr ihres Vaters Hugo Behrens, erworbene Haus in der Borstraße 15 nannte sie selbst „Haus Heimburg“.